# Юхново (Опочецький район)
Юхново (рос. Юхново) — присілок в Опочецькому районі Псковської області Російської Федерації.
Населення становить 11 осіб. Входить до складу муніципального утворення Пригородна волость.

## Історія
Від 2015 року входить до складу муніципального утворення Пригородна волость.

## Населення
| 2001 | 2002 | 2010 | 2012 | 2013 | 2014 | 2015 |
| ---- | ---- | ---- | ---- | ---- | ---- | ---- |
| 26   | ↘18  | ↘17  | ↗19  | ↘13  | →13  | ↘12  |
| 2016 |      |      |      |      |      |      |
| ↘11  |      |      |      |      |      |      |